# Культурный центр Банка Бразилии
Культурный центр Банка Бразилии (порт. Centro Cultural Banco do Brasil) или CCBB — культурная организация под патронажем Banco do Brasil, базирующаяся в Бразилии с центрами в Рио-де-Жанейро, Бразилиа, Сан-Паулу и Белу-Оризонти.
Культурный центр Банка Бразилии появился в 1986 году. Он открыл свои центры: в Рио-де-Жанейро — в 1989, в Бразилиа — в 2000, в Сан-Паулу — в 2001 и в Белу-Оризонти — в 2009 году. Его три центра в Рио-де-Жанейро, Бразилиа, Сан-Паулу входят в число ста самых посещаемых художественных музеев в мире: центр в Рио-де-Жанейро занимает 21-ю строчку (2 034 397 посетителей в 2013 году), центр в Бразилиа — 33-е место (1 468 818) и центр в Сан-Паулу — 69-е место (931 639). Вход на выставки бесплатный.
Центр в Рио-де-Жанейро расположен в здании в стиле арт-деко, построенном Франсиску Жоакимом Бетенкуром да Силва. Аналогичным по своему размеру является центр в Сан-Паулу, выдержанным в едином архитектурном стиле Ипполито Пуйолем. Уступающее в размере здание Культурного центра в Бразилиа было сооружено по проекту архитектора Альба Рабелу Кунья.
В состав центров в Рио-де-Жанейро и Сан-Паулу входят театры, кинотеатры и несколько художественных галерей.

## Галерея

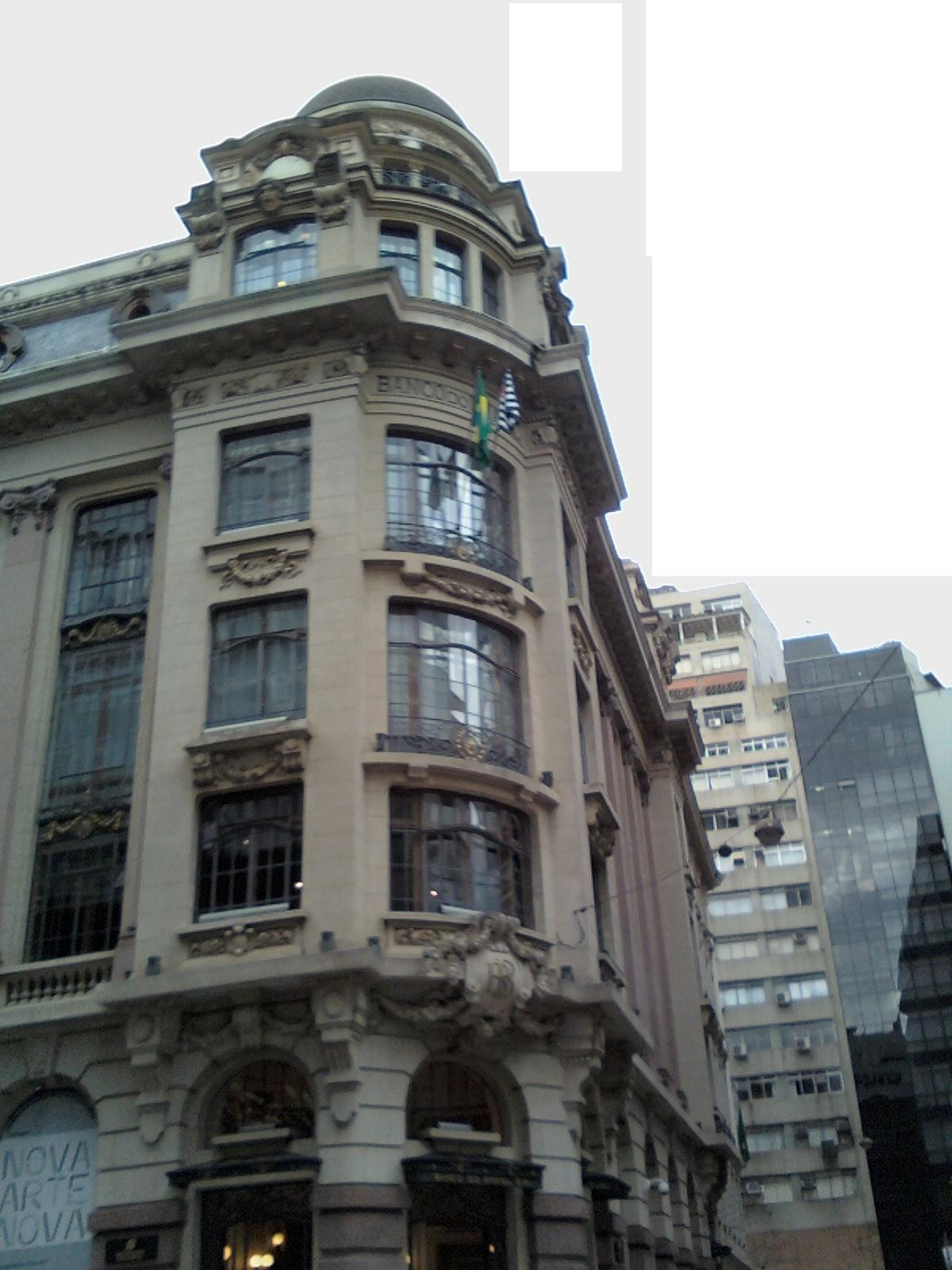
Культурный центр Банка Бразилии в Сан-Паулу.
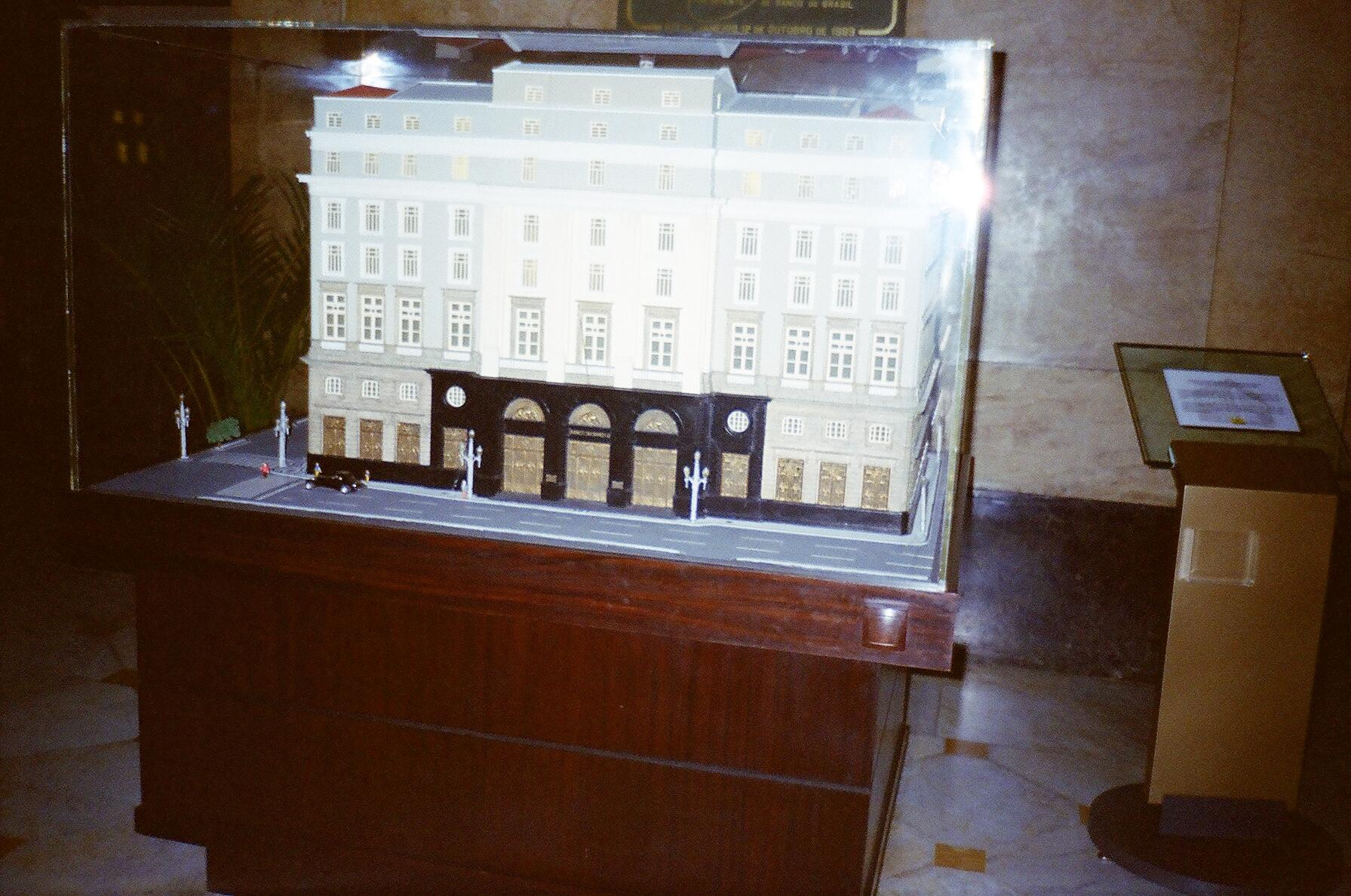
Модель здания CCBB в Рио-де-Жанейро.